# مونتي اولسن
مونتي اولسن (بالإنجليزية: Monte Olsen)‏ هو متزلج على الجليد ‏ وسياسي أمريكي، ولد في 8 أغسطس 1956، وتوفي في 8 أبريل 2014 في الولايات المتحدة. حزبياً، نشط في الحزب الجمهوري. وقد انتخب عضو مجلس نواب وايومنغ.